# Piézorhin cendré
Piezorina cinerea
Genre
Espèce
Statut de conservation UICN

 LC  : Préoccupation mineure
Le Piézorhin cendré (Piezorina cinerea) est une espèce de passereaux de la famille des Thraupidae. C'est la seule espèce du genre Piezorina (anciennement Piezorhina).
Cet oiseau est endémique de la région de Tumbes dans le nord-ouest du Pérou.